# Chrysotoxum baphyrus
Chrysotoxum baphyrus är en tvåvingeart som beskrevs av Walker 1849. Chrysotoxum baphyrus ingår i släktet getingblomflugor, och familjen blomflugor. Inga underarter finns listade i Catalogue of Life.